# Felicitas Rauch
Felicitas Rauch, née le 30 avril 1996 à Hannoversch Münden est une footballeuse internationale allemande qui joue pour le North Carolina et l'équipe nationale d'Allemagne,.

## Biographie

### Carrière en club
En mai 2022, Felicitas Rauch prolonge son contrat avec le VfL Wolfsburg jusqu'en juin 2025.

### Carrière internationale
Felicitas Rauch est sélectionnée dans l'équipe d'Allemagne pour l'Euro féminin de 2022.

## Statistiques
| Équipe    | Année | Apparitions | Buts |
| --------- | ----- | ----------- | ---- |
| Allemagne | 2015  | 1           | 0    |
| Allemagne | 2016  | 1           | 0    |
| Allemagne | 2017  | 2           | 0    |
| Allemagne | 2018  | 2           | 0    |
| Allemagne | 2019  | 5           | 1    |
| Allemagne | 2020  | 3           | 0    |
| Allemagne | 2021  | 4           | 1    |
| Allemagne | 2022  | 11          | 2    |
| Allemagne | 2023  | 4           | 1    |
| Total     | Total | 33          | 5    |

| N° | Date             | Lieu                 | Adversaire | Score | Résultat | Compétition                                |
| -- | ---------------- | -------------------- | ---------- | ----- | -------- | ------------------------------------------ |
| 1  | 3 septembre 2019 | Lviv, Ukraine        | Ukraine    | 3–0   | 8–0      | Éliminatoires de l'Euro féminin de 2021    |
| 2  | 26 octobre 2021  | Essen, Allemagne     | Israël     | 7–0   | 7–0      | Qualifications pour la Coupe du monde 2023 |
| 3  | 9 avril 2022     | Bielefeld, Allemagne | Portugal   | 3–0   | 3–0      | Qualifications pour la Coupe du monde 2023 |
| 4  | 3 septembre 2022 | Bursa, Turquie       | Turquie    | 1–0   | 3–0      | Qualifications pour la Coupe du monde 2023 |

## Palmarès

### En club
- 1. FFC Turbine Potsdam II
  - Championnat d'Allemagne féminin de football de deuxième division: 2013-14

- VfL Wolfsburg
  - Championnat d'Allemagne féminin de football: 2019-20
  - Coupe d'Allemagne féminine de football: 2020, 2021, 2022 et 2023

### En sélection
- Allemagne
  - Finaliste du Championnat d'Europe féminin de football: 2022[7]
- Allemagne U20
  - Coupe du monde féminine de football des moins de 20 ans: 2014